# Selección de fútbol de los Emiratos Árabes Unidos
La selección de fútbol de los Emiratos Árabes Unidos (en árabe, منتخب الإمارات العربية المتحدة لكرة القدم)  es el equipo representativo de ese país. La selección está dirigida por la Asociación de Fútbol de los Emiratos Árabes Unidos, afiliada a la Confederación Asiática de Fútbol (AFC). 
Hizo su primera aparición en la Copa del Mundo 1990, donde perdió sus tres juegos. Emiratos Árabes Unidos obtuvo el cuarto lugar en la Copa Asiática de 1992 y el subcampeonato en 1996 como anfitrión. Ganó la Copa del Golfo Arábigo en 2007 y 2013. Terminó tercero en la Copa Asiática de 2015 y fue sede de la edición de 2019 en la que fue eliminado en semifinales.

## Historia
En 1980,fútbol de Malasia y Catar en el Grupo B. Empató 1-1 con Kuwait y perdió los otros tres partidos, terminó en quinto lugar en el grupo y noveno (de diez equipos) en general. También se clasificó para los siguientes dos torneos, 1984 en Singapur y 1988 en Catar, donde fue nuevamente eliminado en fase de grupos en ambos. Su primera victoria ocurrió contra Kuwait el 7 de diciembre de 1984, bajo la dirección del entrenador Heshmat Mohajerani.
En 1984, Mohajerani renunció y fue reemplazado por Carlos Alberto Parreira. Parreira dirigió al equipo en la Copa Asiática 1988 y dejó su cargo después del torneo. Le sucedió Mário Zagallo, Zagallo llevó al equipo a clasificar para el Mundial de Italia 1990. Sin embargo, Zagallo renunció antes del torneo y volvió Parreira. El equipo terminó cuarto en su grupo sin puntos, anotando dos goles y concediendo 11 goles. El viaje se incluyó en un documental de 2016 titulado Luces de Roma. Después del torneo, Parreira fue despedido.
En las Copas de Asiáticas de 1992 y 1996, los Emiratos Árabes Unidos terminaron cuarto y segundo respectivamente por primera vez. Emiratos Árabes Unidos apareció en la Copa Confederaciones de 1997 después de obtener un lugar debido a ser el subcampeón de su confederación.
Emiratos Árabes Unidos no se clasificó para la Copa Asiática 2000 y terminó último en la Copa del Golfo de 2002 en Arabia Saudita. Fue eliminado en los siguientes tres torneos de la Copa Asiática en la fase de grupos. En las ediciones de 2004 y 2007, los emiratis fueron eliminados de la mano de los debutantes Jordania y Vietnam. En 2011, terminó el torneo sin goles. En 2006, EAU nombró a Bruno Metsu como nuevo gerente. Llevó a los Emiratos Árabes Unidos al título de la Copa de Naciones del Golfo de 2007.
Tras la contratación de entrenadores extranjeros, en 2012, Emiratos Árabes Unidos nombró al entrenador del equipo olímpico Mahdi Ali como director técnico de la selección absoluta. Ali comenzó a crear un equipo invitando a jugadores con los que había trabajado en el nivel juvenil. Llevó a los Emiratos a su segundo título de la Copa de Naciones del Golfo de 2013.
En la Copa Asiática 2015, los Emiratos Árabes Unidos derrotaron a Catar por 4-1 y a Baréin por 2-1 y perdieron ante Irán por un gol. Como segundo de grupo, se enfrentó a los campeones defensores Japón en los cuartos de final y obtuvo una victoria en los penaltis para avanzar a semifinales. En las semifinales, perdió 2-0 ante el anfitrión Australia. En el desempate por el tercer puesto, venció a Irak por 3-2. Emiratos Árabes Unidos participó en las eliminatorias para Rusia 2018, donde terminó cuarto en el Grupo B, por lo que no logró clasificarse para la Copa Mundial 2018. Ahmed Khalil fue el máximo goleador de la clasificación. Alrededor de este tiempo, Mahdi Ali renunció a su cargo.
Los Emiratos organizaron la Copa Asiática 2019, esta fue la segunda vez que organizaron una Copa Asiática. El equipo contó con ]án Tagliabúe]], al brasileño Caio Canedo Corrêa y a Fábio Virginio de Lima, algo que nunca había hecho desde la fundación de la selección. Luego, el equipo experimentó un período de inestabilidad de entrenador, con tres entrenadores diferentes, antes de que van Marwijk reanudara su deber debido a una crisis de opciones. 
Sin embargo, con la pandemia de COVID-19, la AFC decidió que los juegos restantes de la segunda ronda se jugarían en un solo país, y los Emiratos Árabes Unidos pudieron utilizar la ventaja como nación anfitriona, y finalmente convirtieron la miseria anterior en cuatro victorias consecutivas para llegar a la tercera ronda, donde se enfrentaron a sus vecinos y las potencias Irán y Corea del Sur.

## Últimos partidos y próximos encuentros
Actualizado al último partido jugado el 10 de junio de 2025
| Fecha      | Ciudad           | Local           | Resultado | Visitante       | Competencia                     |
| ---------- | ---------------- | --------------- | --------- | --------------- | ------------------------------- |
| 11-06-2024 | Dubái            | Emiratos Árabes | 1:1       | Baréin          | Clasificación Copa Mundial 2026 |
| 05-09-2024 | Rayán            | Catar           | 1:3       | Emiratos Árabes | Clasificación Copa Mundial 2026 |
| 10-09-2024 | Al Ain           | Emiratos Árabes | 0:1       | Irán            | Clasificación Copa Mundial 2026 |
| 10-10-2024 | Al Ain           | Emiratos Árabes | 1:1       | Corea del Norte | Clasificación Copa Mundial 2026 |
| 15-10-2024 | Tashkent         | Uzbekistán      | 1:0       | Emiratos Árabes | Clasificación Copa Mundial 2026 |
| 14-11-2024 | Abu Dhabi        | Emiratos Árabes | 3:0       | Kirguistán      | Clasificación Copa Mundial 2026 |
| 19-11-2024 | Al Ain           | Emiratos Árabes | 5:0       | Catar           | Clasificación Copa Mundial 2026 |
| 21-12-2024 | Sulaibikhat      | Catar           | 1:1       | Emiratos Árabes | Copa del Golfo 2024             |
| 24-12-2024 | Ciudad de Kuwait | Kuwait          | 2:1       | Emiratos Árabes | Copa del Golfo 2024             |
| 27-12-2024 | Sulaibikhat      | Emiratos Árabes | 1:1       | Omán            | Copa del Golfo 2024             |
| 20-03-2025 | Teherán          | Irán            | 2:0       | Emiratos Árabes | Clasificación Copa Mundial 2026 |
| 25-03-2025 | Riad             | Corea del Norte | 1:2       | Emiratos Árabes | Clasificación Copa Mundial 2026 |
| 05-06-2025 | Abu Dhabi        | Emiratos Árabes | 0:0       | Uzbekistán      | Clasificación Copa Mundial 2026 |
| 10-06-2025 | Biskek           | Kirguistán      | 1:1       | Emiratos Árabes | Clasificación Copa Mundial 2026 |
| 05-09-2025 | TBD              | Emiratos Árabes | -:-       | Siria           | Partido amistoso                |
| 11-10-2025 | Rayán            | Emiratos Árabes | -:-       | Omán            | Clasificación Mundial 2026      |
| 14-10-2025 | Rayán            | Catar           | -:-       | Emiratos Árabes | Clasificación Mundial 2026      |

## Estadísticas

### Copa Mundial de Fútbol
| Copa Mundial de Fútbol | Copa Mundial de Fútbol  | Copa Mundial de Fútbol  | Copa Mundial de Fútbol  | Copa Mundial de Fútbol  | Copa Mundial de Fútbol  | Copa Mundial de Fútbol  | Copa Mundial de Fútbol  |
| Año                    | Ronda                   | J                       | G                       | E                       | P                       | GF                      | GC                      |
| ---------------------- | ----------------------- | ----------------------- | ----------------------- | ----------------------- | ----------------------- | ----------------------- | ----------------------- |
| 1930 - 1970            | No existía la selección | No existía la selección | No existía la selección | No existía la selección | No existía la selección | No existía la selección | No existía la selección |
| 1974 - 1982            | No participó            | No participó            | No participó            | No participó            | No participó            | No participó            | No participó            |
| 1986                   | No clasificó            | No clasificó            | No clasificó            | No clasificó            | No clasificó            | No clasificó            | No clasificó            |
| 1990                   | Fase de grupos          | 3                       | 0                       | 0                       | 3                       | 2                       | 11                      |
| 1994                   | No clasificó            | No clasificó            | No clasificó            | No clasificó            | No clasificó            | No clasificó            | No clasificó            |
| 1998                   | No clasificó            | No clasificó            | No clasificó            | No clasificó            | No clasificó            | No clasificó            | No clasificó            |
| 2002                   | No clasificó            | No clasificó            | No clasificó            | No clasificó            | No clasificó            | No clasificó            | No clasificó            |
| 2006                   | No clasificó            | No clasificó            | No clasificó            | No clasificó            | No clasificó            | No clasificó            | No clasificó            |
| 2010                   | No clasificó            | No clasificó            | No clasificó            | No clasificó            | No clasificó            | No clasificó            | No clasificó            |
| 2014                   | No clasificó            | No clasificó            | No clasificó            | No clasificó            | No clasificó            | No clasificó            | No clasificó            |
| 2018                   | No clasificó            | No clasificó            | No clasificó            | No clasificó            | No clasificó            | No clasificó            | No clasificó            |
| 2022                   | No clasificó            | No clasificó            | No clasificó            | No clasificó            | No clasificó            | No clasificó            | No clasificó            |
| 2026                   | Por disputarse          | Por disputarse          | Por disputarse          | Por disputarse          | Por disputarse          | Por disputarse          | Por disputarse          |
| 2030                   | Por disputarse          | Por disputarse          | Por disputarse          | Por disputarse          | Por disputarse          | Por disputarse          | Por disputarse          |
| 2034                   | Por disputarse          | Por disputarse          | Por disputarse          | Por disputarse          | Por disputarse          | Por disputarse          | Por disputarse          |
| Total                  | 1/22                    | 3                       | 0                       | 0                       | 3                       | 2                       | 11                      |

### Copa Asiática
| Copa Asiática | Copa Asiática           | Copa Asiática           | Copa Asiática           | Copa Asiática           | Copa Asiática           | Copa Asiática           | Copa Asiática           |
| Año           | Ronda                   | J                       | G                       | E                       | P                       | GF                      | GC                      |
| ------------- | ----------------------- | ----------------------- | ----------------------- | ----------------------- | ----------------------- | ----------------------- | ----------------------- |
| 1956 - 1972   | No existía la selección | No existía la selección | No existía la selección | No existía la selección | No existía la selección | No existía la selección | No existía la selección |
| 1976          | No participó            | No participó            | No participó            | No participó            | No participó            | No participó            | No participó            |
| 1980          | Fase de grupos          | 4                       | 0                       | 1                       | 3                       | 3                       | 9                       |
| 1984          | Fase de grupos          | 4                       | 2                       | 0                       | 2                       | 3                       | 8                       |
| 1988          | Fase de grupos          | 4                       | 1                       | 0                       | 3                       | 2                       | 4                       |
| 1992          | Cuarto lugar            | 5                       | 1                       | 3                       | 1                       | 3                       | 4                       |
| 1996          | Subcampeón              | 6                       | 4                       | 2                       | 0                       | 8                       | 3                       |
| 2000          | No clasificó            | No clasificó            | No clasificó            | No clasificó            | No clasificó            | No clasificó            | No clasificó            |
| 2004          | Fase de grupos          | 3                       | 0                       | 1                       | 2                       | 1                       | 5                       |
| 2007          | Fase de grupos          | 3                       | 1                       | 0                       | 2                       | 3                       | 6                       |
| 2011          | Fase de grupos          | 3                       | 0                       | 1                       | 2                       | 0                       | 4                       |
| 2015          | Tercer lugar            | 6                       | 3                       | 1                       | 2                       | 10                      | 8                       |
| 2019          | Semifinales             | 6                       | 3                       | 2                       | 1                       | 8                       | 8                       |
| 2023          | Octavos de final        | 4                       | 1                       | 2                       | 1                       | 6                       | 5                       |
| 2027          | Clasificado             | Clasificado             | Clasificado             | Clasificado             | Clasificado             | Clasificado             | Clasificado             |
| Total         | 12/19                   | 48                      | 16                      | 12                      | 19                      | 47                      | 64                      |

### Copa FIFA Confederaciones
| Copa FIFA Confederaciones | Copa FIFA Confederaciones | Copa FIFA Confederaciones | Copa FIFA Confederaciones | Copa FIFA Confederaciones | Copa FIFA Confederaciones | Copa FIFA Confederaciones | Copa FIFA Confederaciones |
| Año                       | Ronda                     | J                         | G                         | E                         | P                         | GF                        | GC                        |
| ------------------------- | ------------------------- | ------------------------- | ------------------------- | ------------------------- | ------------------------- | ------------------------- | ------------------------- |
| 1992                      | No clasificó              | No clasificó              | No clasificó              | No clasificó              | No clasificó              | No clasificó              | No clasificó              |
| 1995                      | No clasificó              | No clasificó              | No clasificó              | No clasificó              | No clasificó              | No clasificó              | No clasificó              |
| 1997                      | Fase de grupos            | 3                         | 1                         | 0                         | 2                         | 2                         | 8                         |
| 1999 - 2017               | No clasificó              | No clasificó              | No clasificó              | No clasificó              | No clasificó              | No clasificó              | No clasificó              |
| Total                     | 1/10                      | 3                         | 1                         | 0                         | 2                         | 2                         | 8                         |

## Torneos regionales

### Campeonato de la WAFF
| Campeonato de la WAFF | Campeonato de la WAFF | Campeonato de la WAFF | Campeonato de la WAFF | Campeonato de la WAFF | Campeonato de la WAFF | Campeonato de la WAFF | Campeonato de la WAFF |
| Año                   | Ronda                 | J                     | G                     | E                     | P                     | GF                    | GC                    |
| --------------------- | --------------------- | --------------------- | --------------------- | --------------------- | --------------------- | --------------------- | --------------------- |
| 2000                  | No participó          | No participó          | No participó          | No participó          | No participó          | No participó          | No participó          |
| 2002                  | No participó          | No participó          | No participó          | No participó          | No participó          | No participó          | No participó          |
| 2004                  | No participó          | No participó          | No participó          | No participó          | No participó          | No participó          | No participó          |
| 2007                  | No participó          | No participó          | No participó          | No participó          | No participó          | No participó          | No participó          |
| 2008                  | No participó          | No participó          | No participó          | No participó          | No participó          | No participó          | No participó          |
| 2010                  | No participó          | No participó          | No participó          | No participó          | No participó          | No participó          | No participó          |
| 2012                  | No participó          | No participó          | No participó          | No participó          | No participó          | No participó          | No participó          |
| 2014                  | No participó          | No participó          | No participó          | No participó          | No participó          | No participó          | No participó          |
| 2019                  | No participó          | No participó          | No participó          | No participó          | No participó          | No participó          | No participó          |
| 2023                  | Clasificado           | Clasificado           | Clasificado           | Clasificado           | Clasificado           | Clasificado           | Clasificado           |
| Total                 | 1/10                  | -                     | -                     | -                     | -                     | -                     | -                     |

### Copa de Naciones Árabe
| Copa de Naciones Árabe | Copa de Naciones Árabe | Copa de Naciones Árabe | Copa de Naciones Árabe | Copa de Naciones Árabe | Copa de Naciones Árabe | Copa de Naciones Árabe | Copa de Naciones Árabe |
| Año                    | Ronda                  | J                      | G                      | E                      | P                      | GF                     | GC                     |
| ---------------------- | ---------------------- | ---------------------- | ---------------------- | ---------------------- | ---------------------- | ---------------------- | ---------------------- |
| 1963                   | No participó           | No participó           | No participó           | No participó           | No participó           | No participó           | No participó           |
| 1964                   | No participó           | No participó           | No participó           | No participó           | No participó           | No participó           | No participó           |
| 1966                   | No participó           | No participó           | No participó           | No participó           | No participó           | No participó           | No participó           |
| 1985                   | No participó           | No participó           | No participó           | No participó           | No participó           | No participó           | No participó           |
| 1988                   | No participó           | No participó           | No participó           | No participó           | No participó           | No participó           | No participó           |
| 1992                   | No participó           | No participó           | No participó           | No participó           | No participó           | No participó           | No participó           |
| 1998                   | Cuarto lugar           | 4                      | 1                      | 0                      | 3                      | 6                      | 8                      |
| 2002                   | No participó           | No participó           | No participó           | No participó           | No participó           | No participó           | No participó           |
| 2009                   | Cancelado              | Cancelado              | Cancelado              | Cancelado              | Cancelado              | Cancelado              | Cancelado              |
| 2012                   | No participó           | No participó           | No participó           | No participó           | No participó           | No participó           | No participó           |
| Copa Árabe de la FIFA  |                        |                        |                        |                        |                        |                        |                        |
| 2021                   | Cuartos de final       | 4                      | 2                      | 0                      | 2                      | 3                      | 7                      |
| Total                  | 2/11                   | 8                      | 3                      | 0                      | 5                      | 9                      | 15                     |

### Copa de Naciones del Golfo
| Copa de Naciones del Golfo | Copa de Naciones del Golfo | Copa de Naciones del Golfo | Copa de Naciones del Golfo | Copa de Naciones del Golfo | Copa de Naciones del Golfo | Copa de Naciones del Golfo | Copa de Naciones del Golfo |
| Año                        | Ronda                      | J                          | G                          | E                          | P                          | GF                         | GC                         |
| -------------------------- | -------------------------- | -------------------------- | -------------------------- | -------------------------- | -------------------------- | -------------------------- | -------------------------- |
| 1970                       | No participó               | No participó               | No participó               | No participó               | No participó               | No participó               | No participó               |
| 1972                       | Tercer lugar               | 3                          | 0                          | 2                          | 1                          | 1                          | 11                         |
| 1974                       | Cuarto lugar               | 4                          | 1                          | 1                          | 2                          | 5                          | 9                          |
| 1976                       | Sexto lugar                | 6                          | 0                          | 2                          | 4                          | 4                          | 13                         |
| 1979                       | Sexto lugar                | 6                          | 1                          | 0                          | 5                          | 5                          | 18                         |
| 1982                       | Tercer lugar               | 5                          | 3                          | 0                          | 2                          | 7                          | 6                          |
| 1984                       | Cuarto lugar               | 6                          | 2                          | 3                          | 1                          | 5                          | 4                          |
| 1986                       | Subcampeón                 | 6                          | 3                          | 1                          | 2                          | 10                         | 7                          |
| 1988                       | Subcampeón                 | 6                          | 3                          | 2                          | 1                          | 7                          | 4                          |
| 1990                       | Quinto lugar               | 4                          | 0                          | 2                          | 2                          | 2                          | 8                          |
| 1992                       | Cuarto lugar               | 5                          | 3                          | 0                          | 2                          | 4                          | 3                          |
| 1994                       | Subcampeón                 | 5                          | 3                          | 2                          | 0                          | 7                          | 1                          |
| 1996                       | Cuarto lugar               | 5                          | 1                          | 3                          | 1                          | 5                          | 5                          |
| 1998                       | Tercer lugar               | 5                          | 2                          | 1                          | 2                          | 5                          | 7                          |
| 2002                       | Sexto lugar                | 5                          | 1                          | 0                          | 4                          | 3                          | 7                          |
| 2003                       | Quinto lugar               | 6                          | 2                          | 1                          | 3                          | 6                          | 7                          |
| 2004                       | Fase de grupos             | 3                          | 0                          | 2                          | 1                          | 4                          | 5                          |
| 2007                       | Campeón                    | 5                          | 4                          | 0                          | 1                          | 8                          | 5                          |
| 2009                       | Fase de grupos             | 3                          | 1                          | 1                          | 1                          | 3                          | 4                          |
| 2010                       | Semifinal                  | 4                          | 1                          | 2                          | 1                          | 3                          | 2                          |
| 2013                       | Campeón                    | 5                          | 5                          | 0                          | 0                          | 10                         | 3                          |
| 2014                       | Tercer lugar               | 5                          | 2                          | 2                          | 1                          | 7                          | 5                          |
| 2017                       | Subcampeón                 | 5                          | 1                          | 4                          | 0                          | 1                          | 0                          |
| 2019                       | Fase de grupos             | 3                          | 1                          | 0                          | 2                          | 5                          | 6                          |
| 2023                       | Fase de grupos             | 3                          | 0                          | 1                          | 2                          | 2                          | 4                          |
| 2024                       | Fase de grupos             | 3                          | 0                          | 2                          | 1                          | 3                          | 4                          |
| Total                      | 25/26                      | 116                        | 40                         | 34                         | 42                         | 122                        | 148                        |

## Palmarés
- Copa de Naciones del Golfo (2): 2007 y 2013.
- Juegos GANEFO (1): 1963.
- Copa LG (1): 2000.
- Copa Kirin (1): 2005.

## Uniforme[5]

#### Evolución del uniforme titular
| 1985 | 1989-1990 | Italia 1990 | 1992–94 | 1994 | 1996 | 2002–04 | 2011–13 | 2015–18 | 2019–2022 | 2023-act. |

#### Evolución del uniforme alternativo
| 1979 | 1989-1990 | Italia 1990 | 1992–94 | 1994–95 | 1996 | 2002–04 | 2011–13 | 2015–18 | 2019–2022 | 2023-act. |

#### Evolución del tercer uniforme
| 2021 vs. Argentina | 2023 vs. Nepal y Baréin. |

## Entrenadores
| Entrenador              | Periodo   |
| ----------------------- | --------- |
| Mohammed Sheita         | 1972-1973 |
| Jumaa Gharib            | 1973      |
| Mohammed Sheita         | 1973-1974 |
| Mimi El-Sherbini        | 1975      |
| Jumaa Gharib            | 1975-1976 |
| Dimitri Tadić           | 1976      |
| Don Revie               | 1977-1980 |
| Heshmat Mohajerani      | 1980-1984 |
| Carlos Alberto Parreira | 1984-1988 |
| Mário Zagallo           | 1988-1990 |
| Bernhard Blaut          | 1990      |
| Carlos Alberto Parreira | 1990      |
| Valery Lobanovsky       | 1990-1993 |
| Antoni Piechniczek      | 1993-1995 |
| Tomislav Ivić           | 1995-1996 |
| Lori Sandri             | 1997      |
| Milan Máčala            | 1997      |
| Lori Sandri             | 1998      |
| Carlos Queiroz          | 1998-1999 |
| Srećko Juričić          | 1999      |
| Abdullah Masfar         | 2000      |
| Henri Michel            | 2000-2001 |
| Abdullah Saqr           | 2001      |
| Tini Ruijs              | 2001      |
| Jo Bonfrere             | 2001-2002 |
| Roy Hodgson             | 2002-2004 |
| Aad de Mos              | 2004-2005 |
| Dick Advocaat           | 2005      |
| Bruno Metsu             | 2006-2008 |
| Dominique Bathenay      | 2008-2009 |
| Srečko Katanec          | 2009-2011 |
| Abdullah Masfar         | 2011-2012 |
| Mahdi Ali               | 2012-2017 |
| Edgardo Bauza           | 2017      |
| Alberto Zaccheroni      | 2017-2019 |
| Bert van Marwijk        | 2019      |
| Ivan Jovanović          | 2019-2020 |
| Jorge Luis Pinto        | 2020      |
| Farooq Muftah           | 2020      |
| Bert van Marwijk        | 2020-2022 |
| Rodolfo Arruabarrena    | 2022-2023 |
| Paulo Bento             | 2023-2025 |
| Cosmin Olăroiu          | 2025-     |

## Jugadores
Jugadores convocados para los partidos de la eliminatoria al mundial de Norteamérica 2026 en marzo de 2025:
| No. | Pos. | Jugador            | Fecha de nacimiento (edad)         | Apa. | Goles | Club           |
| --- | ---- | ------------------ | ---------------------------------- | ---- | ----- | -------------- |
| 1   | POR  | Ali Khasif         | 9 de junio de 1987 (38 años)       | 72   | 0     | Al-Jazira      |
| 17  | POR  | Khalid Eisa        | 15 de septiembre de 1989 (35 años) | 88   | 0     | Al-Ain         |
| 22  | POR  | Hamad Al-Meqebaali | 13 de julio de 2003 (22 años)      | 0    | 0     | Shabab Al-Ahli |
|     |      |                    |                                    |      |       |                |
| 3   | DEF  | Lucas Pimenta      | 17 de julio de 2000 (25 años)      | 2    | 0     | Al-Wahda       |
| 4   | DEF  | Kouame Autonne     | 22 de septiembre de 2000 (24 años) | 9    | 0     | Al-Ain         |
| 5   | DEF  | Marcus Meloni      | 25 de junio de 2000 (25 años)      | 8    | 1     | Sharjah        |
| 12  | DEF  | Khalifa Al Hammadi | 7 de noviembre de 1998 (26 años)   | 53   | 2     | Al-Jazira      |
| 13  | DEF  | Mohammed Al-Attas  | 5 de agosto de 1997 (27 años)      | 33   | 1     | Al-Jazira      |
| 19  | DEF  | Khaled Ibrahim     | 17 de enero de 1997 (28 años)      | 23   | 1     | Sharjah        |
|     |      |                    |                                    |      |       |                |
| 2   | MED  | Isam Faiz          | 6 de marzo de 2000 (25 años)       | 9    | 0     | Ajman          |
| 6   | MED  | Abdullah Ramadan   | 7 de marzo de 1998 (27 años)       | 48   | 1     | Al-Jazira      |
| 8   | MED  | Tahnoon Al-Zaabi   | 10 de abril de 1999 (26 años)      | 37   | 1     | Al-Wahda       |
| 9   | MED  | Harib Abdalla      | 26 de noviembre de 2002 (22 años)  | 37   | 7     | Shabab Al-Ahli |
| 10  | MED  | Fábio Lima         | 30 de junio de 1993 (32 años)      | 39   | 17    | Al-Wasl        |
| 15  | MED  | Yahia Nader        | 11 de septiembre de 1998 (26 años) | 19   | 0     | Al-Ain         |
| 16  | MED  | Jonatas Santos     | 16 de diciembre de 2001 (23 años)  | 2    | 0     | Al-Wasl        |
| 18  | MED  | Mackenzie Hunt     | 14 de noviembre de 2001 (23 años)  | 9    | 0     | Fleetwood Town |
| 20  | MED  | Yahya Al Ghassani  | 18 de abril de 1998 (27 años)      | 30   | 9     | Shabab Al-Ahli |
| 21  | MED  | Luanzinho          | 21 de abril de 2000 (25 años)      | 1    | 0     | Sharjah        |
|     |      |                    |                                    |      |       |                |
| 7   | DEL  | Bruno              | 10 de junio de 2001 (24 años)      | 8    | 0     | Al-Jazira      |
| 11  | DEL  | Caio Canedo        | 9 de agosto de 1990 (34 años)      | 54   | 10    | Al-Wasl        |
| 14  | DEL  | Caio Lucas         | 19 de abril de 1994 (31 años)      | 2    | 0     | Sharjah        |
| 23  | DEL  | Sultan Adil        | 4 de mayo de 2004 (21 años)        | 13   | 7     | Shabab Al-Ahli |

## Historial de partidos
Actualizado al 10 de septiembre de 2024.
| Rival                | J   | G   | E   | P   | GF  | GC  | GD   |
| -------------------- | --- | --- | --- | --- | --- | --- | ---- |
| Argelia              | 7   | 2   | 2   | 3   | 5   | 5   | 0    |
| Andorra              | 1   | 0   | 1   | 0   | 0   | 0   | 0    |
| Angola               | 1   | 0   | 0   | 1   | 0   | 2   | −2   |
| Argentina            | 1   | 0   | 0   | 1   | 0   | 5   | –5   |
| Armenia              | 1   | 0   | 0   | 1   | 3   | 4   | −1   |
| Australia            | 7   | 1   | 2   | 4   | 2   | 7   | −5   |
| Azerbaiyán           | 1   | 0   | 1   | 0   | 3   | 3   | 0    |
| Baréin               | 35  | 14  | 7   | 14  | 59  | 51  | +8   |
| Bangladés            | 5   | 5   | 0   | 0   | 21  | 1   | +20  |
| Bielorrusia          | 2   | 1   | 0   | 1   | 3   | 3   | 0    |
| Benín                | 2   | 0   | 1   | 1   | 0   | 1   | −1   |
| Bolivia              | 1   | 0   | 1   | 0   | 0   | 0   | 0    |
| Brasil               | 1   | 0   | 0   | 1   | 0   | 8   | −8   |
| Brunéi               | 2   | 2   | 0   | 0   | 16  | 0   | +16  |
| Bulgaria             | 6   | 1   | 0   | 5   | 4   | 14  | −10  |
| Chile                | 1   | 0   | 0   | 1   | 0   | 2   | −2   |
| China                | 11  | 2   | 5   | 4   | 7   | 17  | −10  |
| Colombia             | 1   | 0   | 0   | 1   | 0   | 2   | −2   |
| Costa Rica           | 1   | 1   | 0   | 0   | 4   | 1   | +3   |
| República Checa      | 2   | 0   | 1   | 1   | 1   | 6   | −5   |
| Dinamarca            | 1   | 0   | 1   | 0   | 1   | 1   | 0    |
| República Dominicana | 1   | 1   | 0   | 0   | 4   | 0   | +4   |
| Egipto               | 9   | 1   | 4   | 4   | 6   | 10  | −4   |
| Estonia              | 2   | 1   | 1   | 0   | 4   | 3   | +1   |
| Finlandia            | 1   | 0   | 1   | 0   | 1   | 1   | 0    |
| Gabón                | 1   | 0   | 0   | 1   | 0   | 1   | −1   |
| Gambia               | 1   | 0   | 1   | 0   | 1   | 1   | 0    |
| Georgia              | 1   | 1   | 0   | 0   | 1   | 0   | +1   |
| Alemania             | 3   | 0   | 0   | 3   | 3   | 14  | −11  |
| Haití                | 1   | 0   | 0   | 1   | 0   | 1   | −1   |
| Honduras             | 3   | 0   | 2   | 1   | 1   | 2   | −1   |
| Hong Kong            | 4   | 3   | 1   | 0   | 12  | 2   | +10  |
| Hungría              | 2   | 0   | 0   | 2   | 1   | 6   | −5   |
| Islandia             | 3   | 1   | 0   | 2   | 2   | 3   | −1   |
| India                | 14  | 10  | 2   | 2   | 32  | 7   | +25  |
| Indonesia            | 6   | 4   | 1   | 1   | 18  | 8   | +10  |
| Irán                 | 20  | 1   | 3   | 16  | 5   | 29  | −24  |
| Irak                 | 30  | 7   | 12  | 11  | 29  | 43  | −14  |
| Japón                | 20  | 5   | 9   | 6   | 18  | 22  | −4   |
| Jordania             | 18  | 11  | 4   | 3   | 30  | 15  | +15  |
| Kazajistán           | 4   | 3   | 0   | 1   | 11  | 6   | +5   |
| Kenia                | 1   | 0   | 1   | 0   | 2   | 2   | 0    |
| Kuwait               | 43  | 17  | 8   | 18  | 50  | 75  | −25  |
| Kirguistán           | 2   | 2   | 0   | 0   | 4   | 2   | +2   |
| Laos                 | 3   | 3   | 0   | 0   | 9   | 0   | +9   |
| Líbano               | 15  | 10  | 4   | 1   | 27  | 14  | +13  |
| Libia                | 4   | 1   | 2   | 1   | 8   | 5   | +3   |
| Lituania             | 1   | 0   | 1   | 0   | 1   | 1   | 0    |
| Malasia              | 12  | 10  | 0   | 2   | 32  | 7   | +25  |
| Mauritania           | 1   | 1   | 0   | 0   | 1   | 0   | +1   |
| Malí                 | 1   | 0   | 1   | 0   | 0   | 0   | 0    |
| Malta                | 2   | 0   | 2   | 0   | 1   | 1   | 0    |
| México               | 1   | 0   | 1   | 0   | 2   | 2   | 0    |
| Moldavia             | 1   | 1   | 0   | 0   | 3   | 2   | +1   |
| Marruecos            | 4   | 1   | 3   | 0   | 4   | 3   | +1   |
| Birmania             | 2   | 2   | 0   | 0   | 3   | 0   | +3   |
| Nepal                | 3   | 3   | 0   | 0   | 19  | 0   | +19  |
| Nueva Zelanda        | 2   | 2   | 0   | 0   | 3   | 0   | +3   |
| Níger                | 1   | 1   | 0   | 0   | 4   | 0   | +4   |
| Corea del Norte      | 11  | 3   | 4   | 4   | 8   | 11  | −3   |
| Noruega              | 3   | 0   | 2   | 1   | 2   | 5   | −3   |
| Omán                 | 34  | 15  | 12  | 7   | 45  | 25  | +20  |
| Pakistán             | 5   | 5   | 0   | 0   | 17  | 4   | +13  |
| Palestina            | 6   | 2   | 3   | 1   | 7   | 3   | +4   |
| Paraguay             | 2   | 0   | 1   | 1   | 0   | 1   | –1   |
| Perú                 | 1   | 0   | 1   | 0   | 0   | 0   | 0    |
| Filipinas            | 1   | 1   | 0   | 0   | 4   | 0   | +4   |
| Polonia              | 3   | 0   | 0   | 3   | 2   | 10  | −8   |
| Catar                | 34  | 11  | 9   | 14  | 39  | 47  | −8   |
| Rumania              | 1   | 1   | 0   | 0   | 2   | 1   | +1   |
| Rusia                | 1   | 0   | 0   | 1   | 0   | 1   | −1   |
| Arabia Saudita       | 36  | 8   | 8   | 20  | 27  | 51  | −24  |
| Serbia               | 1   | 0   | 0   | 1   | 1   | 4   | −3   |
| Senegal              | 4   | 1   | 2   | 1   | 7   | 8   | −1   |
| Singapur             | 6   | 5   | 1   | 0   | 16  | 5   | +11  |
| Eslovaquia           | 3   | 0   | 0   | 3   | 2   | 5   | −3   |
| Eslovenia            | 2   | 0   | 2   | 0   | 3   | 3   | 0    |
| Sudáfrica            | 1   | 1   | 0   | 0   | 1   | 0   | +1   |
| Corea del Sur        | 23  | 3   | 6   | 14  | 17  | 42  | −25  |
| Sri Lanka            | 8   | 8   | 0   | 0   | 35  | 3   | +32  |
| Sudán                | 2   | 2   | 0   | 0   | 6   | 2   | +4   |
| Suecia               | 2   | 1   | 0   | 1   | 2   | 3   | −1   |
| Suiza                | 4   | 2   | 0   | 2   | 3   | 4   | −1   |
| Siria                | 24  | 13  | 8   | 3   | 37  | 18  | +19  |
| Tayikistán           | 2   | 1   | 1   | 0   | 4   | 3   | +1   |
| Tailandia            | 13  | 8   | 3   | 2   | 21  | 12  | +9   |
| Timor Oriental       | 2   | 2   | 0   | 0   | 9   | 0   | +9   |
| Togo                 | 2   | 1   | 0   | 1   | 3   | 5   | −2   |
| Trinidad y Tobago    | 2   | 0   | 1   | 1   | 3   | 5   | −2   |
| Túnez                | 5   | 0   | 0   | 5   | 2   | 10  | −8   |
| Turkmenistán         | 4   | 2   | 1   | 1   | 9   | 4   | +5   |
| Ucrania              | 1   | 0   | 1   | 0   | 1   | 1   | 0    |
| Uruguay              | 1   | 0   | 0   | 1   | 0   | 2   | −2   |
| Uzbekistán           | 17  | 9   | 4   | 4   | 25  | 19  | +6   |
| Venezuela            | 2   | 0   | 0   | 2   | 0   | 6   | −6   |
| Vietnam              | 7   | 5   | 0   | 2   | 16  | 6   | +10  |
| Yemen                | 15  | 12  | 0   | 3   | 34  | 14  | +20  |
| Total                | 624 | 254 | 156 | 214 | 891 | 764 | +127 |